# Tomas Sjödin

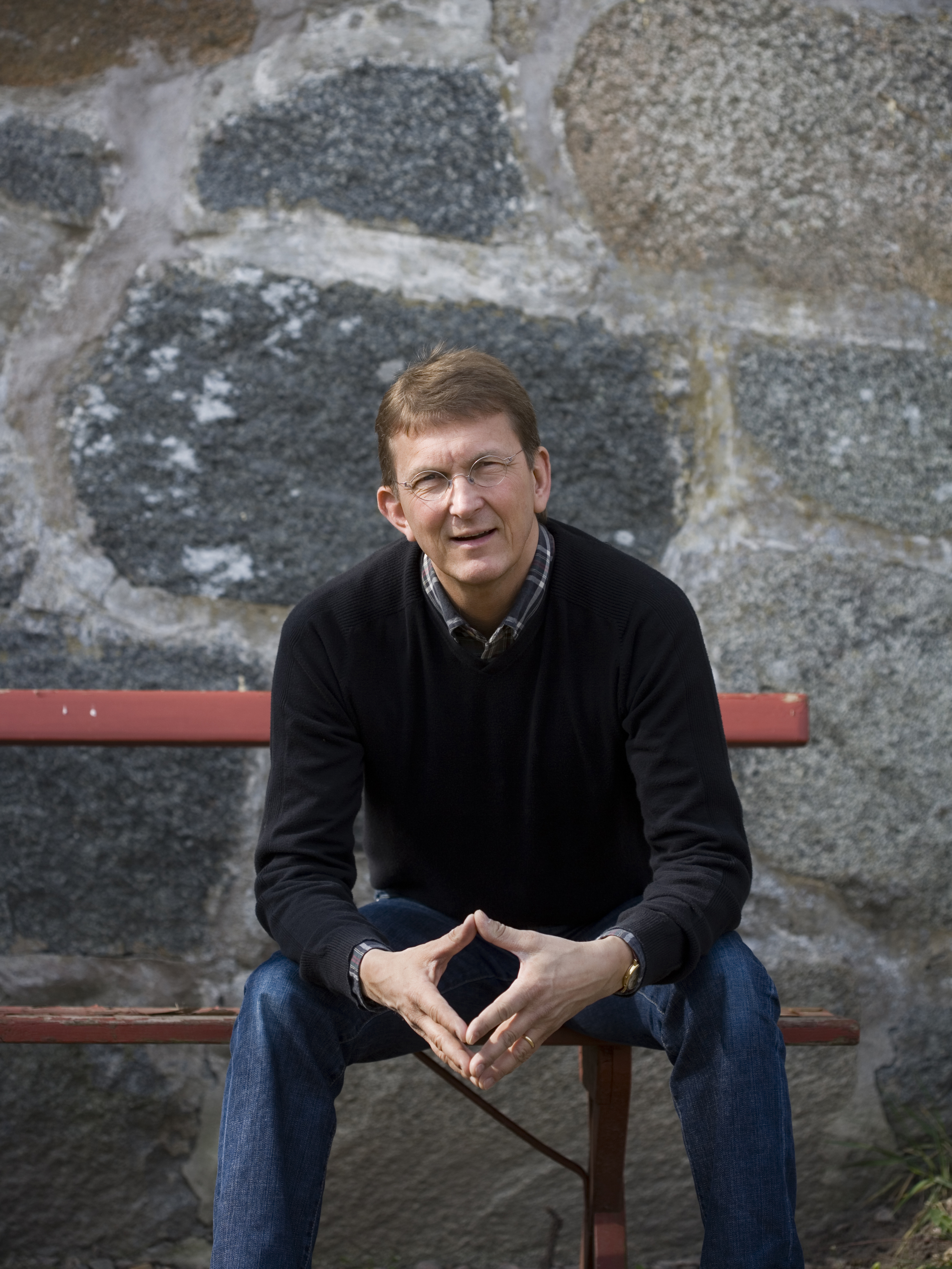
Tomas Sjödin

Tomas Sjödin (* 6. August 1959 in Kramfors) ist ein schwedischer christlicher Schriftsteller und Pastor.

## Leben
Sjödin kommt aus der schwedischen Pfingstbewegung, in der er auch als Pastor tätig ist. Seit Mitte der 1990er Jahre ist er überwiegend als Autor und in vielen Radio- und Fernsehsendungen tätig. Er schreibt humorvolle und tiefgründige Bücher und Kolumnen. Die Einfachheit des Lebens, des Glaubens und der Liebe, aber auch Stille, Leid und Trauer sind Themen in seinen Büchern.

## Schriften
Sjödin hat eine ganze Reihe Bücher geschrieben, die vereinzelt auch ins Deutsche übersetzt wurden, worin er Glaubens- und Lebensfragen reflektiert.
- Es gibt so viel, was man nicht muss: von der Einfachheit des Lebens, des Glaubens und der Liebe, SCM R. Brockhaus, Witten 2018, ISBN 978-3-417-26854-6.
- Wo du richtig bist: vom Aufbrechen und Heimatfinden, SCM R. Brockhaus, Witten 2017, ISBN 978-3-417-26817-1.
- Warum Ruhe unsere Rettung ist: stell dir vor, du tust nichts und die Welt dreht sich weiter, SCM R. Brockhaus, Witten 2016, ISBN 978-3-417-26672-6.

## Auszeichnungen
- 2002 – C S Lewis-Preis
- 2015 – Schwedische königliche Verdienstmedaille